# 음력 2월 9일
음력 2월 9일은 음력 2월의 9번째 날이다.

## 사건
- 2013년 - 대한민국에서 3·20 전산 대란이 일어남.
- 2014년 - 경기도 수원시 인근에 축구공 크기의 운석이 낙하함.

## 탄생
- 1996년 - 대한민국의 가수 여원 (펜타곤).
- 1997년 - 대한민국의 축구 선수 백승호.

## 사망
- 1917년 - 한국의 독립운동가 이상설.
- 1955년 - 대한민국의 국회의원, 정치인 배헌.
- 1956년 - 한국의 모더니즘 시인 박인환.

## 같이 보기
- 음력 360일: 1월 2월 3월 4월 5월 6월 7월 8월 9월 10월 11월 12월
- 전날:2월 8일 다음날:2월 10일 - 전달:1월 9일 다음달:3월 9일
- 양력:2월 9일
- 음력, 윤달